# Flavie Renouard
Flavie Renouard (* 10. September 2000 in Caen) ist eine französische Leichtathletin, die im Mittelstrecken- und Hindernislauf an den Start geht.

## Sportliche Laufbahn
Erste internationale Erfahrungen sammelte Flavie Renouard bei den Crosslauf-Europameisterschaften 2019 in Lissabon, bei denen sie in 14:37 min den zehnten Platz im U20-Rennen belegte und in der Teamwertung die Bronzemedaille gewann. 2021 startete sie im Hindernislauf bei den U23-Europameisterschaften in Tallinn und gewann dort in 9:51,02 min die Goldmedaille. Im Dezember wurde sie bei den Crosslauf-Europameisterschaften in Dublin in 21:34 min 18. im U23-Rennen. Im Jahr darauf belegte sie bei den Mittelmeerspielen in Oran in 9:52,53 min den sechsten Platz. Anschließend schied sie bei den Europameisterschaften in München mit 9:51,49 min im Vorlauf aus und siegte dann in 9:42,31 min bei den U23-Mittelmeer-Meisterschaften in Pescara. Im Dezember gelangte sie bei den Crosslauf-Europameisterschaften in Turin nach 21:13 min auf Rang 17 im U23-Rennen und gewann in der Teamwertung die Bronzemedaille. 2023 wurde sie bei der 1. Liga der Team-Europameisterschaft im Rahmen der Europaspiele in Chorzów in 9:40,40 min Zweite und im August schied sie bei den Weltmeisterschaften in Budapest mit 9:39,91 min im Vorlauf aus. Im Jahr darauf belegte sie bei den Crosslauf-Weltmeisterschaften 2024 in Belgrad in 23:17 min den sechsten Platz in der Mixed-Staffel. Im Juni verpasste sie bei den Europameisterschaften in Rom mit 9:59,29 min den Finaleinzug, ehe sie im August bei den Olympischen Sommerspielen in Paris mit 9:27,70 min nicht über den Vorlauf hinauskam. Im Dezember wurde sie bei den Crosslauf-EM in Antalya nach 26:19 min Neunte im Einzelbewerb.
2021 wurde Renouard französische Meisterin über 3000 m Hindernis.

## Persönliche Bestzeiten
- 1500 Meter: 4:10,22 min, 26. Mai 2024 in Brüssel
  - 1500 Meter (Halle): 4:24,78 min, 9. Februar 2022 in Mondeville
- 3000 Meter: 9:30,41 min, 8. Mai 2022 in Caen
  - 3000 Meter (Halle): 9:25,10 min, 21. Januar 2022 in Lyon
- 2000 m Hindernis: 6:11,09 min, 1. September 2024 in Berlin
- 3000 m Hindernis: 9:19,07 min, 23. Juli 2023 in London